# Sarabande
En sarabande (fra spansk zarabanda) er en dans i tredelt takt med kraftig betoning af de to første taktslag og svag betoning af det sidste. I klassisk musik er sarabanden oftest en højtidelig og langsom sats i 3/4-takt, normalt knyttet til en suite. Dette giver dansen en distinkt rytme i henholdsvis 4 og otte takter. Fjerdedelstakten omtales som understøttelse af dansens let slæbende trin.

## Historie
Dansen er antagelig opstået i Guatemala eller Mexico under indflydelse af en spansk dans med arabiske rødder. Parrene blev formentlig opstillet i to lige rækker og dansede, mens de anvendte kastagnetter til at angive rytmen. En dans kaldet zarabanda er første gang omtalt i 1539 i Mellemamerika i digtet Vida y tiempo de Maricastaña, forfattet i Panama af Fernando de Guzmán Mejía. Denne dans synes at have været særligt populær i det 16. og 17. århundrede, i første omgang i de spanske kolonier, hvorfra den blev bragt over Atlanten til Spanien. Det var forbudt at danse sarabande i Spanien i 1583 og årene derefter, fordi dansen blev betragtet som anstødelig. Alligevel blev den stadig danset og ofte citeret i litteraturen fra denne periode (for eksempel i værker af Lope de Vega).
Den bredte sig herfra til Italien i det 17. århundrede, og senere til Frankrig, hvor den udviklede sig til en ret langsom dans.
I det 18. århundrede komponerede flere af barokkens komponister suiter med dansemusik, skrevet i binær form. Sarabanden indgår oftest som den tredje af fire satser, der er forbundet med og efterfulgt af en jig eller gigue. J. S. Bach gav i nogle tilfælde sarabanden en privilegeret plads i sine kompositioner, også uden for rammerne af dansesuiter. I særdeleshed fremgår dette af temaet og den 25. variation af Goldbergvariationerne, der begge er sarabander.
Den harmoniske sekvens, som betegnes La Folia optræder i forskellige typer orkestermusik, primært dansemusik. Snesevis af komponister fra Mudarra (1546) og Corelli frem til i nutiden har anvendt formen. Temaet i Händel's suite i D-mol (HWV 437) for cembalo, et af disse mange musikstykker, anvendes i filmen Barry Lyndon.
Sarabande blev genoplivet i det 19. - og begyndelsen af 20 århundrede af den tyske komponist Louis Spohr (i hans Salonstücke, Op. 135 1847), den norske komponist Edvard Grieg (i hans Holberg Suite af 1884), samt franske komponister som Debussy og Satie. I England kendes formen fra i forskellige stilarter, Vaughan Williams (Job:A Masque for Dancing), Benjamin Britten (i Simple Symphony), Herbert Howells (i Seks stykker for Orgel: Sarabander til påskemorgen).
Sarabanden har inspireret Ingmar Bergman til at titulere sin sidste film, Saraband (2003). Filmen bruger sarabanden fra J. S. Bachs Femte Cellosuite, som Bergman også anvendte i Råb og Hvisken (1971).

## Supplerende læsning
- Carvajal, Mara Lioba Juan. 2007. La zarabanda: pluralidad y controversia de fn-τη musikalsk. Arte y expresión. [Zacatecas, Mexico]: Universidad Autónoma de Zacatecas, Programa Integreret de Fortalecimiento Institucional; Mexico, D. F.: Plaza y Valdés. ISBN 978-970-722-562-6
  - Stevenson, Robert (1952). "The First Dated Mention of the Sarabande". Journal of the American Musicological Society. 5 (1): 29-31. doi:10.2307/829447. JSTOR 829447.
  - Whittall, Arnold (1990). "Resisting Tonality: Tippett, Beethoven and the Sarabande". Music Analysis. 9 (3): 267-86. doi:10.2307/853980. JSTOR 853980.
  - Howat, Roy (1987). "Debussy, masques, l'isle joyeuseand a lost sarabande". Musicology Australia. 10 (1): 16-30. doi:10.1080/08145857.1987.10415177.
  - Louwenaar-Lueck, Karyl (1992). "The sequence of sarabande and air in Bach's keyboard partitas". Bach. 23 (1): 38-50. JSTOR 41640369.

## Eksterne links
- Video - grundlæggende trin af Sarabande
- Video - solo Sarabande, der udføres af Kaspar Mainz, musik af Charles Dieupart, med Il Giardino Armonico
- Video - Barokke Sarabande à deux
- Koreografi - trin plan for ovenstående "Sarabande à deux" (Feuillet, 1704)
- Streetswing.com Dans Historie Arkiv